# ول حفار کردی
ول حفار کردی (نام علمی: Ellobius lutescens) نام یک گونه از زیرخانواده ولیان است.